# The Deacon Street Deer
The Deacon Street Deer é um telefilme americano de 1986, dirigido por Jackie Cooper e estrelado por Bumper Robinson. O filme conta a história de um garoto que protege em sua casa, um pequeno cervo que havia fugido de seus cruéis donos e de sua péssima vida em um circo.

## Elenco
- Bumper Robinson como Bobby
- Eve Glazier como Jaynie
- Mario López como Hector
- Marissa Mendenhall como Lydia